# Trêve de Vaucelles
La trêve de Vaucelles est un traité signé le 15 février 1556 à l'abbaye de Vaucelles, dans la vallée de l'Escaut, entre Henri II et Charles Quint.

## Historique
Charles Quint, qui préparait son abdication (celle-ci eut lieu le 25 octobre 1555), cherchait la paix, alors qu'il était en guerre avec la France depuis que celle-ci avait fait alliance avec les princes protestants allemands par le traité de Chambord en 1552. À cet effet, il conclut à Vaucelles une trêve de cinq ans : ce traité reconnaissait les nouvelles possessions françaises (les Trois-Évêchés, de nombreuses places fortes entre le Luxembourg et la Flandre, ainsi que diverses possessions en Piémont, dans le centre de l'Italie et en Corse). 
Cette trêve fut rompue dès octobre 1556. En effet, Paul IV, violemment anti-Habsbourg, cherchait à relancer le conflit : il excommunia Charles Quint et Philippe II d'Espagne, et promit aux Français le royaume de Naples. Ces machinations, ainsi que celles de son légat, son propre neveu Carlo Caraffa, poussèrent les Impériaux à envahir les États pontificaux. Henri II envoya aussitôt en Italie une armée conduite par le duc de Guise. Après une série de victoires, Guise s'enlisa devant la place forte de Civitella del Tronto, dans le royaume de Naples : il dut abandonner sa campagne, et rentrer en France en septembre 1557, tandis que le pape avait fini par s'entendre avec Philippe II.